# باول بلاك
باول بلاك (بالإنجليزية: Paul Black)‏ (18 مايو 1990 في المملكة المتحدة - ) هو لاعب كرة قدم بريطاني في مركز الدفاع. لعب مع أولدهام أثلتيك ونادي ترانمير روفرز لكرة القدم ونادي كارلايل يونايتد ونادي شمال كارولاينا ونادي بارو ونادي مانسفيلد تاون ونادي تشيلتنهام تاون لكرة القدم وأتلانتا سيلفرباكس.

## وصلات خارجية
- باول بلاك على موقع قاعدة بيانات كرة القدم.إي يو (الإنجليزية)
- باول بلاك على موقع Soccerbase.com (لاعب) (الإنجليزية)